# Saint-Célestin (municipalité)
Pour les articles homonymes, voir Saint-Célestin.
Saint-Célestin est une municipalité du Québec (Canada) située dans la MRC de Nicolet-Yamaska dans le Centre-du-Québec. Cette municipalité enclave la municipalité de village de Saint-Célestin.

## Toponymie
Le nom de la municipalité évoque le pape Célestin V (vers 1209-1296).

## Géographie
La rivière Bécancour délimite l'est de la municipalité en coulant vers le nord-ouest.
La rivière Blanche la traverse du sud-ouest au nord-est.

## Démographie
| 1996 | 2001 | 2006 | 2011 | 2016 | 2021 |
| ---- | ---- | ---- | ---- | ---- | ---- |
| 670  | 647  | 624  | 611  | 575  | 594  |

## Administration
Les élections municipales se font en bloc pour le maire et les six conseillers.
| Saint-Célestin (municipalité) Maires depuis 2001                                                                     |                          |                 |          |
| Élection | Maire                    | Qualité         | Résultat |
| 2001 | Maurice Morin            |                 | Voir     |
| 2005 | Maurice Morin            | Voir            |          |
| 2009 | Maurice Morin            | Voir            |          |
| 2013 | Maurice Morin            | Voir            |          |
| 2017 | Michaël Bergeron         |                 | Voir     |
| 2021 | Marco Boucher            |                 | Voir     |
| nov. 2023 | Mathieu Beauchamp Filion | Maire suppléant | Voir     |
| déc. 2023 | Sandra St-Amour          |                 | Voir     |
| Élection partielle en italique Depuis 2005, les élections sont simultanées dans toutes les municipalités québécoises |                          |                 |          |